# Amour sur place ou à emporter (film)
Pour les articles homonymes, voir Amour sur place ou à emporter.
 (mars 2017).
Si vous disposez d'ouvrages ou d'articles de référence ou si vous connaissez des sites web de qualité traitant du thème abordé ici, merci de compléter l'article en donnant les références utiles à sa vérifiabilité et en les liant à la section « Notes et références ».
Pour plus de détails, voir Fiche technique et Distribution.
Amour sur place ou à emporter est une comédie romantique française réalisée par Amelle Chahbi, sortie en 2014.
Le film est une adaptation de la pièce à succès Amour sur place ou à emporter, joué au Théâtre Le Temple en 2011, qu'Amelle Chahbi a coécrit et interprété avec Noom Diawara, qui se joue à guichet fermé au Théâtre du Gymnase Marie-Bell à Paris depuis avril 2012.

## Synopsis
À Paris, Amelle (Amelle Chahbi), trentenaire d'origine algérienne, se rend au petit matin chez son amoureux et découvre qu'il la trompe. Scandalisée elle rompt. Noom (Noom Diawara), trentenaire d'origine malienne, se fait chasser par sa nouvelle conquête, déçue de son absence de performance sexuelle.
Noom et Amelle font connaissance au Starbucks, où Amelle est manager et où Noom, pistonné, vient de se faire embaucher. Le supérieur de Noom, Jeff (Sébastien Castro), est amoureux d'Amelle, sans qu'elle s'en rende compte. Noom tombe rapidement sous le charme d'Amelle et l'invite à dîner au restaurant. Il l'invite à nouveau à une soirée au cinéma, à la fin de laquelle ils s'embrassent. Noom voudrait aller plus loin, mais Amelle refuse, déçue par les hommes, et exige de lui qu'ils attendent un mois avant de coucher ensemble. Cette obligation va mettre Noom à mal, qui n'a pas l'habitude d'une période d'abstinence si longue.
Ils décident de présenter leurs amis, Barbara (Aude Pépin), amie d'Amelle, et Julien (Pablo Pauly), sans emploi, ami de Noom, l'un à l'autre et c'est le coup de foudre.
Noom et Amelle discutent également avec leur famille : les parents d'Amelle ne veulent pas qu'elle sorte avec un Noir, et ceux de Noom ne veulent pas qu'il sorte avec une Arabe. Chacun est donc contraint de mentir pour gagner du temps.
Les quatre amis partent ensuite passer un week-end au Castor Village. Noom tombe sous le charme de Vanessa, une jolie employée. Amelle voulant reconquérir l'attention de Noom, elle saute du plongeon dans la piscine et commence à se noyer, mais elle est sauvée par Vanessa. Toujours agacé de ne pouvoir coucher avec Amelle, Noom tente de draguer Vanessa en soirée, mais sa compagne le recadre vite.
À leur retour, Amelle cède enfin à Noom, ce qui ressoude leur couple. Noom présente ensuite Amelle à ses parents, et la rencontre se passe très bien. En revanche, Amelle hésite toujours à présenter Noom à ses parents, craignant la réaction de son père. Elle décide donc ne pas inviter ses parents au spectacle de danse qu'elle prépare depuis des semaines pour éviter qu'ils ne croisent Noom. C'est sans compter sur Jeff, jaloux de Noom, qui décide de se venger en invitant les parents d'Amelle au spectacle pour qu'ils surprennent les amoureux ensemble, mettant Amelle devant le fait accompli. Elle organise alors une rencontre par la suite mais, si elle semble bien se passer, le père d'Amelle n'accepte pas Noom.
Peu de temps après, le père d'Amelle se retrouve à l'hôpital et déclare à sa fille qu'il la reniera si elle ne quitte pas Noom. Elle prétend alors ne pas réellement aimer Noom pour ménager son père, et ce dernier, blessé, décide de la quitter. Quelques semaines plus tard, Amelle change d'avis en écoutant sa grand-mère et tente de reconquérir Noom, mais ce dernier a entretemps couché avec Vanessa.
Six mois plus tard, Noom a enfin réalisé son rêve d'être humoriste. Alors qu'il joue son premier spectacle, ses anciens collègues viennent lui dire qu'Amelle l'aime toujours. Noom la rejoint à Miami, où elle vient d'ouvrir son restaurant, et ils se remettent ensemble.
Scènes inter-générique
Quelque temps plus tard, Noom et Amelle ont une petite fille. Barbara et Julien, passionnés de voiture, ont ouvert un garage. Jeff est devenu un vendeur de café ambulant à Paris.

## Fiche technique
- Titre original : Amour sur place ou à emporter
- Réalisation : Amelle Chahbi
- Scénario : Amelle Chahbi, Noom Diawara et Matt Alexander
- Production : Cyril Colbeau-Justin et Jean-Baptiste Dupont
- Photographie : Maxime Cointe
- Musique : Thomas Roussel
- Société de production : LGM Productions, Gaumont (coproduction), Studiocanal (participation)
- Société de distribution : Gaumont Distribution
- Budget : 4 000 000€
- Durée : 85 minutes
- Date de sortie :  France : 28 mai 2014

## Distribution
- Amelle Chahbi : Amelle
- Noom Diawara : Noom
- Pablo Pauly : Julien

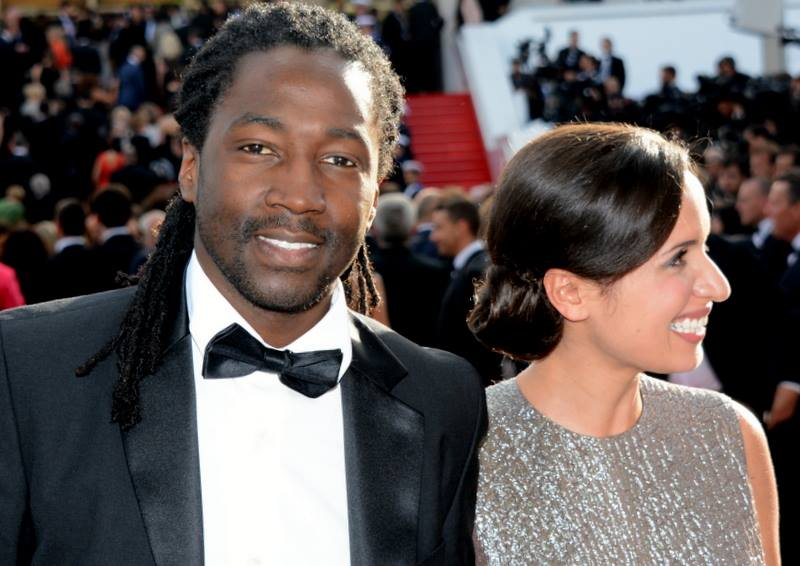
Noom Diawara et Amelle Chahbi au festival de Cannes 2014.

- Aude Pépin : Barbara, amie d'Amelle
- Sébastien Castro : Jean-François / « Jeff »
- Nader Boussandel : Samir / « le tombeur »
- Marie-Julie Baup : « Blair Witch »
- Biyouna : la grand-mère d'Amelle
- Fabrice Éboué : Bernard
- Claudia Tagbo : la conductrice du taxi
- Marie-Philomène Nga : la mère de Noom
- Prudence Maïdou : la jolie fille du Starbucks
- François Godart : le directeur du Starbucks
- Sofiane Lakrouf : le pompier du cinéma
- Victoria Monfort : Martha
- Mostéfa Stiti : le père d'Amelle
- Kimberly Zakine : Vanessa
- Wahid Bouzidi : Le chauffeur de taxi

## Production
Une partie du tournage se déroule pendant la semaine du 1er au 7 juillet 2013 dans le quartier de Bercy, dans le 12e arrondissement de Paris, non loin du Parc de Bercy et de Bercy Village. Des scènes sont également tournées au Starbucks Coffee se trouvant à côté de la bouche de métro de la station Cour Saint-Émilion et à Mennecy en Essonne, au rond-point de la gare et dans les lotissements.

## Bande originale
Sauf indication contraire ou complémentaire, les informations mentionnées dans cette section proviennent du générique de fin de l'œuvre audiovisuelle présentée ici.
- Where I Want to Be (California) par Lilly Wood & The Prick de 2012, durée : 3 min 5 s (générique de début du film).
- Le destin par Thomas Roussel, durée : 47 s.
- Te remercier par Thomas Roussel, durée : 34 s.
- Premier rendez-vous  par Thomas Roussel, durée : 48 s.
- Le cinéma par Thomas Roussel, durée : 56 s.
- I Need Your Love par DJ Maze de 2013, durée : 3 min 30 s (début du cours de danse).
- Un sourire par Thomas Roussel, durée : 42 s.
- Amour par Thomas Roussel, durée : 1 min 11 s.
- Sur place ou à emporter par Thomas Roussel, durée : 54 s.
- Souvenirs d'Amelle par Thomas Roussel, durée : 23 s.
- Daltonienne par Thomas Roussel, durée : 30 s.
- Best of My Love (en) par The Emotions de 1977, durée : 3 min 39 s (début du générique de fin).
- Starting Over par Cate Song (Noom quitte l'hôpital, sa voiture tombe en panne, il commence à pleuvoir, les grilles du métro sont fermées alors qu'il tente d'y entrer, la taxi refuse de le prendre).
- I wanna be your man
- Tu veux mon zizi
- Love what I do
- I miss you
- I'm free

## Accueil

### Accueil critique
En France, le site Allociné propose une note moyenne de 1,8⁄5 à partir de l'interprétation de critiques provenant de 4 titres de presse.
Ce film obtient un accueil mitigé par le public, lui attribuant une note moyenne de 2,5/5 sur le site Allociné.

### Box-office
Le film fait 412 282 entrées à la fin de son exploitation, soit 3 085 722 €.